# Порт Пальми

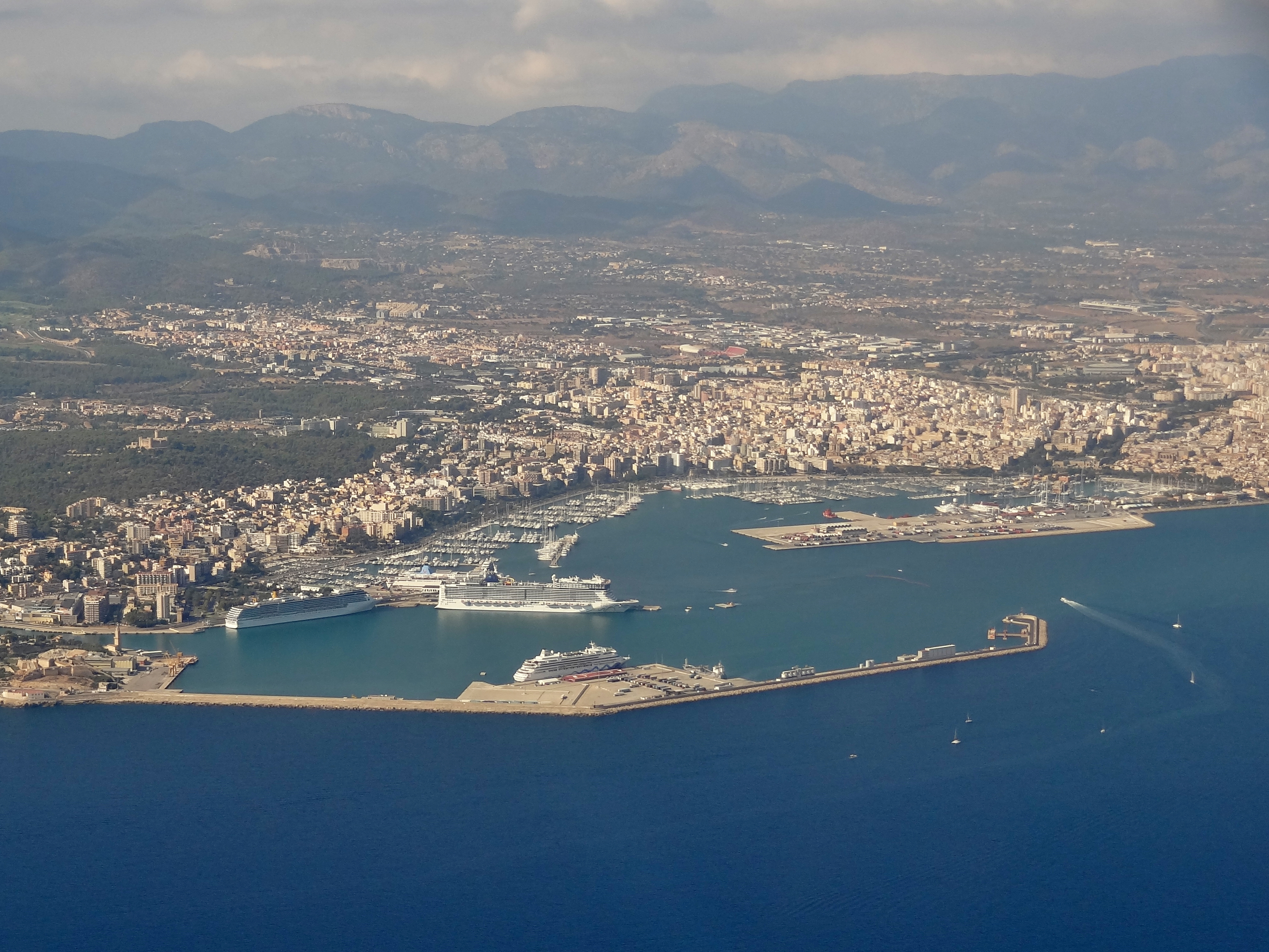
Порт Пальми

Порт Пальми (кат. Port de Palma, ісп. Puerto de Palma de Mallorca) — порт у місті Пальма, Іспанія. Розташований у Пальмській затоці. Найбільший з 5 портів Балеарських островів. Управління портом здійснює Адміністрація портів Балеарських островів.
Порт розділений на чотири основні зони: комерційні доки, західні доки (Діке-дель-Есте), рекреаційні доки і берегові доки (Рібера).
Пасажирські та вантажні перевезення здійснюють компанії Baleària, Trasmediterránea та Iscomar. Діє транспортне сполучення з іншими портами:
- Пальма — Барселона
- Пальма — Денія (через Івісу)
- Пальма — Форментера
- Пальма — Івіса
- Пальма — Мао
- Пальма — Валенсія